# Heteropoda beroni
Heteropoda beroni là một loài nhện trong họ Sparassidae.
Loài này thuộc chi Heteropoda. Heteropoda beroni được Peter Jäger miêu tả năm 2005.